# فرشوایلر
فرشوایلر (به آلمانی: Ferschweiler) یک شهر در آلمان است که در بیتبورگ-پروم واقع شده‌است.